# روكستار نورث
55°57′02″N 3°10′34″W / 55.9506°N 3.1762°W
روكستار نورث (بالإنجليزية: Rockstar North) هي شركة بريطانية مطورة لألعاب الفيديو، تأسست عام 1988. وهي أحد فروع روكستار جيمز ومشهورة بصنع سلسلة غراند ثفت أوتو عندما كان اسمها دي إم أي ديزاين (DMA Design) قبل أن تستحوذ عليها روكستار جيمز في 1999 ثم تغير اسمها إلى روكستار نورث في 2002.

مقر روكستار نورث

## الألعاب المطورة
|  | تشير الخلية الفارغة إلى أنه لم يتم تحرير العنوان على أي منصة (أنظمة) من قبل الشركات المصنعة المحددة                                    |
|  | تشير الخلية التي تحتوي على وحدة (وحدات) الألعاب إلى إصدار العنوان على النظام الأساسي (الأنظمة الأساسية) بواسطة الشركات المصنعة المحددة |

| اللعبة                     | تفاصيل النشر                                                                                   | المنصات                     | المنصات         | المنصات                                  | المنصات      | المنصات |
| اللعبة                     | تفاصيل النشر                                                                                   | مايكروسوفت                  | نينتندو         | سيجا                                     | سوني         | أخرى |
| -------------------------- | ---------------------------------------------------------------------------------------------- | --------------------------- | --------------- | ---------------------------------------- | ------------ | --- |
| Menace                     | - النوع: Side-scrolling shooter - الناشر: ستوديو ليفربول (مطور لعبة فيديو) - تاريخ النشر: 1988 | إم إس-دوس                   |                 |                                          |              | أميغا أتاري إس تي كومودور 64 |
| Ballistix                  | - النوع: Side-scrolling shooter - الناشر: Psygnosis, Psyclapse - تاريخ النشر: 1989             | MS-DOS                      |                 |                                          |              | Commodore 64 |
| Blood Money ‏               | - النوع: Side-scrolling shooter - الناشر: Psygnosis - تاريخ النشر: 1989                        | MS-DOS                      |                 |                                          |              | Amiga Atari ST Commodore 64 |
| Shadow of the Beast ‏       | - النوع: Side-scrolling platformer - الناشر: Psygnosis - تاريخ النشر: 1989                     |                             |                 |                                          |              | Commodore 64 توربو غرافيكس-16 |
| Lemmings                   | - النوع: Puzzle-platformer - الناشر: Psygnosis - تاريخ النشر: 1991                             | MS-DOS                      | NES             | سيجا ماستر سيستم ميجا درايف سيجا جيم جير |              | 3DO Amiga أميغا سي دي32 أمستراد CPC Atari Lynx Atari ST CD-i CDTV Commodore 64 إف إم تاونز تاريخ ماك أو إس TurboGrafx-16 زد إكس سبكتروم |
| ليمينغز                    | - النوع: Puzzle-platformer - الناشر: Psygnosis - تاريخ النشر: 1991                             | MS-DOS                      |                 |                                          |              | Archimedes Amiga Atari ST Mac OS SAM Coupé                                                                                              |
| Walker                     | - النوع: Side-scrolling shooter - الناشر: Psygnosis - تاريخ النشر: 1993                        |                             |                 |                                          |              | Amiga |
| Hired Guns                 | - النوع: Role-playing - الناشر: Psygnosis - تاريخ النشر: 1993                                  | MS-DOS                      |                 |                                          |              | Amiga |
| Christmas Lemmings 1993    | - النوع: Puzzle-platformer - الناشر: Psygnosis - تاريخ النشر: 1993                             | MS-DOS أو إس/2 (نظام تشغيل) |                 |                                          |              | Amiga |
| Lemmings 2: The Tribes     | - النوع: Puzzle-platformer - الناشر: Psygnosis - تاريخ النشر: 1993                             | MS-DOS                      | غيم بوي SNES    | Sega Genesis                             |              | Amiga Atari ST FM Towns Archimedes |
| All New World of Lemmings  | - النوع: Puzzle-platformer - الناشر: Psygnosis - تاريخ النشر: 1994                             | MS-DOS                      |                 |                                          |              | Amiga |
| Christmas Lemmings 1994    | - النوع: Puzzle-platformer - الناشر: Psygnosis - تاريخ النشر: 1994                             | MS-DOS OS/2                 |                 |                                          |              | Amiga, Mac OS |
| Unirally                   | - النوع: Racing - الناشر: نينتندو - تاريخ النشر: 1994                                          |                             | SNES            |                                          |              | |
| Grand Theft Auto           | - النوع: Action-adventure - الناشر: BMG Interactive, تيك-تو إنترأكتيف - تاريخ النشر: 1997      | MS-DOS Windows              | GBC             |                                          | PlayStation  | |
| Body Harvest               | - النوع: Action-adventure - الناشر: غريملين انتراكتيف - تاريخ النشر: 1998                      |                             | نينتندو 64      |                                          |              | |
| محطة الفضاء وادي السيليكون | - النوع: Action-adventure - الناشر: Gremlin Interactive - تاريخ النشر: 1998                    |                             | GBC Nintendo 64 |                                          | PlayStation  | |
| Tanktics                   | - النوع: Real-time Strategy - الناشر: Gremlin Interactive - تاريخ النشر: 1998                  | MS-DOS Windows              |                 |                                          |              | |
| Wild Metal Country         | - النوع: Action - الناشر: Gremlin Interactive - تاريخ النشر: 1999                              | Windows                     |                 | دريم كاست                                |              | |
| جراند ثفت أوتو 2           | - النوع: Action-adventure - الناشر: روكستار جيمز - تاريخ النشر: 1999                           | Windows                     | GBC             | Dreamcast                                | PlayStation  | |
| جراند ثفت أوتو 3           | - النوع: Action-adventure - الناشر: Rockstar Games - تاريخ النشر: 2001                         | مايكروسوفت ويندوز Xbox      |                 |                                          | بلاي ستيشن 2 | آي أو إس Android |

### باسم Rockstar North
|  | تشير الخلية الفارغة إلى أنه لم يتم تحرير العنوان على أي منصة (أنظمة) من قبل الشركات المصنعة المحددة                                    |
|  | تشير الخلية التي تحتوي على وحدة (وحدات) الألعاب إلى إصدار العنوان على النظام الأساسي (الأنظمة الأساسية) بواسطة الشركات المصنعة المحددة |

| اللعبة                               | تفاصيل النشر                                                              | المنصات                                                             | المنصات       | المنصات                                   | المنصات     | المنصات |
| اللعبة                               | تفاصيل النشر                                                              | مايكروسوفت                                                          | نينتندو       | سوني                                      | أخرى        |         |
| ------------------------------------ | ------------------------------------------------------------------------- | ------------------------------------------------------------------- | ------------- | ----------------------------------------- | ----------- | ------- |
| جراند ثفت أوتو: فايس سيتي            | - النوع: Action-adventure - الناشر: Rockstar Games - تاريخ النشر: 2002    | Microsoft Windows Xbox                                              |               | PlayStation 2                             | iOS Android |         |
| Manhunt                              | - النوع: Stealth، رعب البقاء - الناشر: Rockstar Games - تاريخ النشر: 2003 | Microsoft Windows Xbox                                              |               | PlayStation 2                             |             |         |
| جراند ثفت أوتو: سان أندرياس          | - النوع: Action-adventure - الناشر: Rockstar Games - تاريخ النشر: 2004    | Microsoft Windows Xbox ويندوز فون                                   |               | PlayStation 2                             | iOS Android |         |
| جراند ثفت أوتو: ليبرتي سيتي ستوريز   | - النوع: Action-adventure - الناشر: Rockstar Games - تاريخ النشر: 2005    |                                                                     |               | بلاي ستيشن بورتبل PlayStation 2           | iOS Android |         |
| جراند ثفت أوتو: فايس سيتي ستوريز     | - النوع: Action-adventure - الناشر: Rockstar Games - تاريخ النشر: 2006    |                                                                     |               | PlayStation Portable PlayStation 2        |             |         |
| جراند ثفت أوتو 4                     | - النوع: Action-adventure - الناشر: Rockstar Games - تاريخ النشر: 2008    | إكس بوكس 360 Microsoft Windows                                      |               | بلاي ستيشن 3                              |             |         |
| جراند ثفت أوتو: ذا لوست أند دامد     | - النوع: Action-adventure - الناشر: Rockstar Games - تاريخ النشر: 2009    | Xbox 360 Microsoft Windows                                          |               | PlayStation 3                             |             |         |
| جراند ثفت أوتو: تشايناتاون ورز       | - النوع: Action-adventure - الناشر: Rockstar Games - تاريخ النشر: 2009    |                                                                     | نينتندو دي أس | PlayStation Portable                      | iOS Android |         |
| جراند ثفت أوتو: ذا بالد أوف غاي توني | - النوع: Action-adventure - الناشر: Rockstar Games - تاريخ النشر: 2009    | Xbox 360 Microsoft Windows                                          |               | PlayStation 3                             |             |         |
| جراند ثفت أوتو 5                     | - النوع: Action-adventure - الناشر: Rockstar Games - تاريخ النشر: 2013    | Xbox 360 إكس بوكس ون Microsoft Windows إكس بوكس سيريس إكس وسيريس أس |               | PlayStation 3 بلاي ستيشن 4 بلاي ستيشن 5   |             |         |
| جراند ثفت أوتو أونلاين               | - النوع: Action-adventure - الناشر: Rockstar Games - تاريخ النشر: 2013    | Xbox 360 Xbox One Microsoft Windows Xbox Series X/S                 |               | PlayStation 3 PlayStation 4 PlayStation 5 |             |         |
| أيجنت                                | - النوع: Action-adventure - الناشر: Rockstar Games - تاريخ النشر: TBA     |                                                                     |               | PlayStation 3                             |             |         |

#### دعم التطوير
|  | تشير الخلية الفارغة إلى أنه لم يتم تحرير العنوان على أي منصة (أنظمة) من قبل الشركات المصنعة المحددة                                    |
|  | تشير الخلية التي تحتوي على وحدة (وحدات) الألعاب إلى إصدار العنوان على النظام الأساسي (الأنظمة الأساسية) بواسطة الشركات المصنعة المحددة |

| اللعبة                         | تفاصيل النشر                                                                   | المنصات                             | المنصات       | المنصات                     | المنصات | المنصات |
| اللعبة                         | تفاصيل النشر                                                                   | مايكروسوفت                          | نينتندو       | سوني                        | أخرى    |         |
| ------------------------------ | ------------------------------------------------------------------------------ | ----------------------------------- | ------------- | --------------------------- | ------- | ------- |
| ريد ديد ريدمبشن                | - النوع: Action-adventure - الناشر: Rockstar Games - تاريخ النشر: 2010         | Xbox 360                            |               | PlayStation 3               |         |         |
| ريد ديد ريدمبشن: أنديد نايتمار | - النوع: Action-adventure - الناشر: Rockstar Games - تاريخ النشر: 2010         | Xbox 360                            |               | PlayStation 3               |         |         |
| إل أيه نوار                    | - النوع: Action-adventure - الناشر: Rockstar Games - تاريخ النشر: 2011         | Xbox 360 Xbox One Microsoft Windows | نينتندو سويتش | PlayStation 3 PlayStation 4 |         |         |
| ماكس باين 3                    | - النوع: تصويب منظور الشخص الثالث - الناشر: Rockstar Games - تاريخ النشر: 2012 | Xbox 360 Microsoft Windows          |               | PlayStation 3               |         |         |
| ريد ديد ريدمبشن 2              | - النوع: Action-adventure - الناشر: Rockstar Games - تاريخ النشر: 2018         | Xbox One Microsoft Windows          |               | PlayStation 4               | Stadia  |         |
| ريد ديد أونلاين                | - النوع: Action-adventure - الناشر: Rockstar Games - تاريخ النشر: 2019         | Xbox One Microsoft Windows          |               | PlayStation 4               | Stadia  |         |

## الألعاب
- سرقة السيارات الكبرى 3
- غراند ثفت أوتو: فايس سيتي
- غراند ثفت أوتو: سان أندرياس

سرقة السيارات الكبرى: ليبرتي سيتي ستوريز
- غراند ثفت أوتو: فايس سيتي ستوريز
- سرقة السيارات الكبرى 4
- سرقة السيارات الكبرى: تشايتاون وورز
- سرقة السيارات الكبرى 4: ذي لوست أند دامد
- سرقة السيارات الكبرى: ذي بالاد أوف غاي توني
- ريد ديد ريدمبشن
- إل أيه نوار
- سرقة السيارات الكبرى 5
- ماكس باين 3

## وصلات خارجية
- الموقع الرسمي
- روكستار نورث على موقع IMDb (الإنجليزية)